# Шилы (Синявский старостинский округ)
Шилы (укр. Шили) — село в Збаражской городской общине Тернопольского района Тернопольской области Украины.
Код КОАТУУ — 6122489201. Население по переписи 2001 года составляло 570 человек.
До 2020 года входило в Збаражский район.

## Географическое положение
Село Шилы находится у истоков реки Самчик,
ниже по течению на расстоянии в 0,5 км расположено село Лисичинцы.

## История
- Село известно с XVII века.

## Объекты социальной сферы
- Школа I—II ст.
- Клуб.
- Фельдшерско-акушерский пункт.

## Достопримечательности
- Братская могила советских воинов.